# Mistrzostwa Świata Samochodów Sportowych
| World Sportscar Championship (Mistrzostwa Świata Samochodów Sportowych) | World Sportscar Championship (Mistrzostwa Świata Samochodów Sportowych) |
| ----------------------------------------------------------------------- | ----------------------------------------------------------------------- |
| Kategoria                                                               | Wyścigi samochodowe                                                     |
| Region                                                                  | Międzynarodowe                                                          |
| Pierwszy sezon                                                          | 1953                                                                    |
| Ostatni sezon                                                           | 1992                                                                    |
| Ostatni mistrz kierowców                                                | Yannick Dalmas Derek Warwick                                            |
| Ostatni mistrz zespołów                                                 | Peugeot Talbot Sport                                                    |

Mistrzostwa Świata Samochodów Sportowych (World Sportscar Championship) – światowa seria wyścigowa samochodów sportowych organizowana przez FIA w latach 1953-1992. Seria ta była znana na całym świecie i uchodziła, obok Formuły 1, za jedną z dwóch najważniejszych serii wyścigowych. Były tu zaangażowane największe firmy motoryzacyjne na świecie.

## Mistrzowie
| Sezon | Oficjalna nazwa serii                                              | Konstruktor (1953–1984)                         | Zespół (1985–1992)                                      | Kierowca (1981–1992)                                                   |
| ----- | ------------------------------------------------------------------ | ----------------------------------------------- | ------------------------------------------------------- | ---------------------------------------------------------------------- |
| 1953  | World Championship for Sports Cars                                 | 2 Ferrari                                       | -                                                       | -                                                                      |
| 1954  | World Championship for Sports Cars                                 | -                                               | -                                                       |                                                                        |
| 1955  | World Championship for Sports Cars                                 | Mercedes-Benz                                   | -                                                       | -                                                                      |
| 1956  | World Championship for Sports Cars                                 | 3 Ferrari                                       | -                                                       | -                                                                      |
| 1957  | World Championship for Sports Cars                                 | -                                               | -                                                       |                                                                        |
| 1958  | World Championship for Sports Cars                                 | -                                               | -                                                       |                                                                        |
| 1959  | World Championship for Sports Cars                                 | Aston Martin                                    | -                                                       | -                                                                      |
| 1960  | World Championship for Sports Cars                                 | 2 Ferrari                                       | -                                                       | -                                                                      |
| 1961  | World Championship for Sports Cars                                 | -                                               | -                                                       |                                                                        |
| 1962  | International Championship for GT Manufacturers                    | Ferrari (+2.0) Porsche (2.0) Fiat-Abarth (1.0)  | -                                                       | -                                                                      |
| 1963  | International Championship for GT Manufacturers                    | Ferrari (+2.0) Porsche (2.0) Fiat-Abarth (1.0)  | -                                                       | -                                                                      |
| 1963  | International GT Prototypes Trophy                                 | Ferrari                                         | -                                                       | -                                                                      |
| 1964  | International Championship for GT Manufacturers                    | Ferrari (+2.0) Porsche (2.0) Abarth-Simca (1.0) | -                                                       | -                                                                      |
| 1964  | International GT Prototypes Trophy                                 | Porsche                                         | -                                                       | -                                                                      |
| 1965  | International Championship for GT Manufacturers                    | Shelby (+2.0) Porsche (2.0) Abarth-Simca (1.3)  | -                                                       | -                                                                      |
| 1965  | International GT Prototypes Trophy                                 | Ferrari                                         | -                                                       | -                                                                      |
| 1966  | International Championship for Sports-Prototypes                   | Ford (+2.0) Porsche (2.0)                       | -                                                       | -                                                                      |
| 1966  | International Championship for Sports Cars                         | Ford (+2.0) Porsche (2.0) Abarth (1.3)          | -                                                       | -                                                                      |
| 1967  | International Championship for Sports-Prototypes                   | Ferrari (+2.0) Porsche (2.0)                    | -                                                       | -                                                                      |
| 1967  | International Championship for Sports Cars                         | Ford (+2.0) Porsche (2.0) Abarth (1.3)          | -                                                       | -                                                                      |
| 1968  | International Championship for Makes International Cup for GT Cars | Ford Porsche                                    | -                                                       | -                                                                      |
| 1969  | International Championship for Makes International Cup for GT Cars | Porsche                                         | -                                                       | -                                                                      |
| 1970  | International Championship for Makes International Cup for GT Cars | Porsche                                         | -                                                       | -                                                                      |
| 1971  | International Championship for Makes International Cup for GT Cars | Porsche                                         | -                                                       | -                                                                      |
| 1972  | World Championship for Makes International Cup for GT Cars         | Ferrari Porsche                                 | -                                                       | -                                                                      |
| 1973  | World Championship for Makes International Cup for GT Cars         | Matra Porsche                                   | -                                                       | -                                                                      |
| 1974  | World Championship for Makes International Cup for GT Cars         | Matra Porsche                                   | -                                                       | -                                                                      |
| 1975  | World Championship for Makes International Cup for GT Cars         | Alfa Romeo Porsche                              | -                                                       | -                                                                      |
| 1976  | World Championship for Makes                                       | Porsche                                         | -                                                       | -                                                                      |
| 1976  | World Championship for Sports Cars                                 | Porsche                                         | -                                                       | -                                                                      |
| 1977  | World Championship for Makes                                       | Porsche                                         | -                                                       | -                                                                      |
| 1977  | World Championship for Sports Cars                                 | Alfa Romeo                                      | -                                                       | -                                                                      |
| 1978  | World Championship for Makes                                       | Porsche                                         | -                                                       | -                                                                      |
| 1979  | World Championship for Makes                                       | Porsche (+2.0) Lancia (2.0)                     | -                                                       | -                                                                      |
| 1980  | World Championship for Makes                                       | Porsche (+2.0) Lancia (2.0)                     | -                                                       | -                                                                      |
| 1981  | World Endurance Championship                                       | Porsche (+2.0) Lancia (2.0)                     | -                                                       | Bob Garretson                                                          |
| 1982  | World Endurance Championship                                       | Porsche                                         | -                                                       | 2 Jacky Ickx                                                           |
| 1983  | World Endurance Championship                                       | Porsche (C) Alba-Giannini (C Jnr) Porsche (B)   | -                                                       |                                                                        |
| 1984  | World Endurance Championship                                       | Porsche (C) Alba-Giannini (C Jnr) BMW (B)       | -                                                       | Stefan Bellof                                                          |
| 1985  | World Endurance Championship                                       | -                                               | Rothmans Porsche (C) Spice Engineering (C2)             | Derek Bell (C) Hans-Joachim Stuck (C) Gordon Spice (C2) Ray Bellm (C2) |
| 1986  | World Sports Prototype Championship                                | -                                               | Brun Motorsport (C) Ecurie Ecosse (C2)                  | Derek Bell (C) Gordon Spice (C2) Ray Bellm (C2)                        |
| 1987  | World Sports Prototype Championship                                | -                                               | 2 Silk Cut Jaguar (C) Spice Engineering (C2)            | Raúl Boesel (C) Gordon Spice (C2) Fermín Vélez (C2)                    |
| 1988  | World Sports Prototype Championship                                | -                                               | Martin Brundle (C) Gordon Spice (C2) Ray Bellm (C2)     |                                                                        |
| 1989  | World Sports Prototype Championship                                | -                                               | Team Sauber Mercedes (C) Chamberlain Engineering (C2)   | Jean-Louis Schlesser (C) Nick Adams (C2) Fermín Vélez                  |
| 1990  | World Sports Prototype Championship                                | -                                               | Team Sauber Mercedes                                    | Jean-Louis Schlesser Mauro Baldi                                       |
| 1991  | World Sports Car Championship                                      | -                                               | Silk Cut Jaguar                                         | Teo Fabi                                                               |
| 1992  | World Sports Car Championship                                      | -                                               | Peugeot Talbot Sport (C1) Chamberlain Engineering (Cup) | Derek Warwick (C1) Yannick Dalmas (C1) Ferdinand de Lesseps (Cup)      |